# Mîta, Skole
Mîta (în ucraineană Мита) este un sat în comuna Rosohaci din raionul Skole, regiunea Liov, Ucraina.

## Demografie
Componența lingvistică a localității Mîta
     Ucraineană (100%)
Conform recensământului din 2001, toată populația localității Mîta era vorbitoare de ucraineană (100%).